# Abará
Abará é um bolinho de feijão-fradinho moído cozido em banho-maria embrulhado em folha de bananeira. É um prato típico da culinária africana e da cozinha baiana. Também faz parte da rituais do candomblé. É feito com a mesma massa que o acarajé; a única diferença é que o abará é cozido e leva temperos e azeite de dendê em sua massa, enquanto o acarajé é frito.

## Etimologia
"Abará" é oriundo do termo iorubá aba'ra.

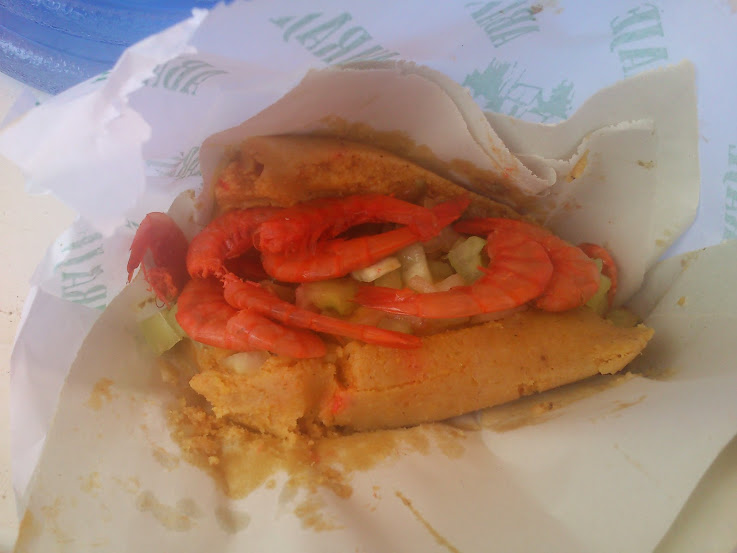
Abará.

## Preparo
O preparo da massa é feito com feijão-fradinho, que deve ser quebrado em um moinho em pedaços grandes e colocado de molho na água para soltar a casca. Após retirada toda a casca, passa-se novamente no moinho e, desta vez, deverá ficar uma massa bem fina. A essa massa, acrescentam-se cebola ralada, sal, camarão seco e azeite de dendê.
Quando for comida de ritual, coloca-se um pouco de pó de camarão e, na culinária baiana, coloca-se camarões secos, previamente escaldados para extrair o sal. Os camarões secos podem ser moídos junto com o feijão, preservando-se alguns deles inteiros.
Esta massa deve ser envolvida em pequenos pedaços de folha de bananeira, análogamente ao processo usado para se fazer o acaçá, e deve ser cozido no vapor em banho-maria. 
Pode ser comido puro mas, geralmente, é ingerido com camarão, caruru, vatapá, salada e pimenta à gosto.